# Желіслав-Кольонія
Желіслав-Кольонія (пол. Żelisław-Kolonia) — село в Польщі, у гміні Блашки Серадзького повіту Лодзинського воєводства.
Населення — 458 осіб (2011).
У 1975-1998 роках село належало до Серадзького воєводства.

## Демографія
Демографічна структура станом на 31 березня 2011 року:
|          | Загалом | Допрацездатний вік | Працездатний вік | Постпрацездатний вік |
| -------- | ------- | ------------------ | ---------------- | -------------------- |
| Чоловіки | 223     | 53                 | 144              | 26                   |
| Жінки    | 235     | 47                 | 135              | 53                   |
| Разом    | 458     | 100                | 279              | 79                   |